# Clássicos do futebol de Santos
Os Clássicos do futebol de Santos se referem aos confrontos que ocorrem entre as equipes Jabaquara, Portuguesa Santista e Santos, sediadas na cidade brasileira de Santos, no estado de São Paulo. As equipes de Santos são das mais tradicionais do estado, sendo fundadoras da Federação Paulista de Futebol, juntamente com outros oito clubes, todos da cidade de São Paulo.
As denominações Clássico das praias, Derby Santista e clássico das marolas são alguns termos utilizados para definir o confronto entre as equipes de Santos.

## Portuguesa vs. Santos
Considerado por muitos como o maior clássico da Baixada Santista, o clássico entre Portuguesa e Santos possui 88 anos de história. O primeiro confronto ocorreu em 11 de março de 1923, quando a Portuguesa venceu um amistoso por 1 a 0. Nas décadas de 50 e 60 ocorreram os principais embates entre as equipes. O último confronto oficial foi 2009, em um amistoso que serviu de preparação para as equipes. Um novo confronto oficial pode demorar a ocorrer, já que atualmente a Portuguesa disputa a Série A2 (Segundo nível) do futebol paulista e o Santos a Série A1. Com isso, a maneira mais rápida de ocorrer um confronto é caso a Portuguesa suba para a A1 e ambos disputem o Campeonato Paulista de Futebol.

## Jabaquara vs. Portuguesa Santista
Outro importante confronto é entre o Jabaquara e a Portuguesa Santista. Além de clássico das praias e derby santista, o confronto é chamado de clássico das colônias, por representarem as colônias espanhola e portuguesa na região, respectivamente. Clássico mais antigo da Baixada Santista, teve seu primeiro confronto realizado em 6 de julho de 1919, um amistoso, vencido pelo Hespanha, como então se chamava o Jabaquara, por 1 a 0.[carece de fontes?] Depois de 15 anos sem ser realizado, o clássico voltou a ocorrer em 29 de maio de 2011, pela quinta rodada do Segunda Divisão do Paulista de 2011. O jogo acabou com a vitória jabaquarense por 1 a 0, quebrando a invencibilidade lusitana. Porém, no segundo turno, a Briosa deu o troco, vencendo por 3 a 1.

## Jabaquara vs. Santos
O confronto entre o Jabaquara e o Santos teve sua primeira partida oficial em 9 de junho de 1935, quando o então Hespanha foi derrotado por 2 a 0, em jogo válido pelo Campeonato Paulista da LPF de 1935. O último confronto em campeonatos paulistas foi em 28 de julho de 1963, com vitória do Santos por 5 a 2. Nesse ano o Jabaquara foi rebaixado para a Segunda Divisão do Campeonato Paulista, e acabou não retornando mais para a elite.
Confrontos
Santos x Jabaquara
91 Jogos – 65 Vitórias do Santos – 08 Empates – 18 Vitórias do Jabaquara
295 Gols Pró – 137 Gols Sofridos – Saldo: 158